# Effetto Staebler-Wronski
L'effetto Staebler-Wronski è la riduzione della conducibilità di buio e della fotoconducibilità spettrale di una superficie in silicio amorfo seguente la creazione di coppie elettrone-lacuna per effetto fotovoltaico.
Tale caratteristica costituisce la principale causa della repentina degradazione in potenza dei moduli fotovoltaici realizzati con questo materiale una volta esposti permanentemente alla luce del sole.
L'effetto non è osservabile nella forma cristallina del silicio o in altri film sottili con la medesima destinazione d'uso.
A causa dell'effetto Staebler-Wronski un pannello solare in silicio amorfo perde il 30% delle prestazioni di potenza dichiarate dal costruttore nelle prime 300-400 ore di esposizione.